# Ed McGoorty
Eddie McGoorty (Eureka, 31 de julho de 1889 - Milwaukee, 2 de novembro de 1929) foi um pugilista americano peso-médio.

## Biografia
McGoorty começou sua carreira profissional em 1905, após conquistar o título de campeão amador de Wisconsin dos pesos-penas. Seu nome verdadeiro era Edwin Van Dusart, mas decidiu adotar o nome de Eddie McGoorty nas arenas de boxe.
O início de carreira de McGoorty foi excelente, tendo permanecido invicto por 35 lutas, durante quatro anos. Contudo, na primeira vez em que resolveu lutar fora dos Estados Unidos, acabou sendo derrotado pelo britânico Tom Lancaster. A luta aconteceu em Dublin, na Irlanda, em 1909.
McGoorty, porém, não se abalou com a perda de sua invencibilidade. Primeiro, tratou de dar o devido revide a Lancaster. Depois, entre 1911 e 1913, duelou de igual pra igual, contra grandes lutadores, tais como Jack Dillon, Bob Moha e Battling Levinsky, na disputa pelo cinturão dos pesos-médios.
Assim como tantos outros, depois do assassinato do campeão Stanley Ketchel, McGoorty também foi um dos lutadores a reivindicar o título de campeão dos médios para si próprio. Todavia, uma derrota para Jimmy Clab, ocorrida em 1913, pôs um fim às pretensões de McGoorty nesse sentido.
Acabado nos Estados Unidos, McGoorty decidiu tentar melhor sorte em outro país e assim, em 1914, mudou-se para a Austrália. Em sua luta de estreia, McGoorty nocauteou Dave Smith, logo no primeiro assalto, passando a ser reconhecido, na Austrália, como o novo campeão mundial dos pesos-médios.
Porém, em sua segunda defesa deste título, ainda em 1914, McGoorty perdeu seu cinturão para Jeff Smith, que também era americano, em uma polêmica decisão. Terminada a luta, a princípio o árbitro declarou McGoorty vencedor, ao que se sucedeu um tumulto na plateia de mais de 15 mil pessoas, o que acabou levando os organizadores a reverterem o resultado da luta em favor de Smith.
Posteriormente, em 1915, McGoorty ainda tentou reaver seu título contra Les Darcy, qua havia recém destronado Smith. Mal-sucedido, McGoorty decidiu encerrar sua estadia na Austrália.
De volta aos Estados Unidos, seguiu lutando ativamente, mas fora uma participação em um torneio na Inglaterra, realizado em 1918, no qual acabou sendo derrotado por Bombardier Billy Wells nas semi-finais, McGoorty jamais tornou a lutar por títulos. Sem motivos para continuar a lutar, optou pela aposentadoria em 1922.